# Itaipusa sophiae
Itaipusa sophiae är en plattmaskart som först beskrevs av v.Graff 1905, och fick sitt nu gällande namn av Tor Karling 1978. Itaipusa sophiae ingår i släktet Itaipusa och familjen Koinocystididae. Inga underarter finns listade i Catalogue of Life.